# Cura (género)
Cura es un género de platelmintos tricládidos de la familia Dugesiidae.
Fue considerado un subgénero de Dugesia hasta el año 1974, cuando fue elevado al rango de género.

## Especies
Se reconocen las siguientes especies:
- Cura foremanii (Girard, 1852)
- Cura fortis Sluys & Kawakatsu, 2001
- Cura pinguis (Weiss, 1909)

## Descripción
Los individuos de este género tienen una cabeza ligeramente en forma de triángulo.

## Distribución geográfica
Las especies de Cura presentan una distribución disjunta. C. foremanii habita en Norteamérica, mientras que C. fortis se encuentra en Nueva Zelanda, y C. pinguis en Australia, Nueva Zelanda y Nueva Caledonia.

## Filogenia
El árbol filogenético incluyendo cinco géneros, por Álvarez-Presas et al., 2008:

|  | Cura                                                  |
|  |                                                       |
|  | \| \| Schmidtea \| \| \| \| \| \| Dugesia \| \| \| \| |
|  |                                                       |
|  | Schmidtea                                             |
|  |                                                       |
|  | Dugesia                                               |
|  |                                                       |

|  | Schmidtea |
|  |           |
|  | Dugesia   |
|  |           |

|  | Cura                                                  |
|  |                                                       |
|  | \| \| Schmidtea \| \| \| \| \| \| Dugesia \| \| \| \| |
|  |                                                       |
|  | Schmidtea                                             |
|  |                                                       |
|  | Dugesia                                               |
|  |                                                       |

|  | Schmidtea |
|  |           |
|  | Dugesia   |
|  |           |

|  | Cura                                                  |
|  |                                                       |
|  | \| \| Schmidtea \| \| \| \| \| \| Dugesia \| \| \| \| |
|  |                                                       |
|  | Schmidtea                                             |
|  |                                                       |
|  | Dugesia                                               |
|  |                                                       |

|  | Schmidtea |
|  |           |
|  | Dugesia   |
|  |           |

|  | Cura                                                  |
|  |                                                       |
|  | \| \| Schmidtea \| \| \| \| \| \| Dugesia \| \| \| \| |
|  |                                                       |
|  | Schmidtea                                             |
|  |                                                       |
|  | Dugesia                                               |
|  |                                                       |

|  | Schmidtea |
|  |           |
|  | Dugesia   |
|  |           |